# Phisalixella
Phisalixella es un género de serpientes de la familia Lamprophiidae que incluye cuatro especies de culebras endémicas de Madagascar. 

## Especies
Se reconocen las especies siguientes:
- Phisalixella arctifasciata (Duméril, Bibron & Duméril, 1854)
- Phisalixella iarakaensis (Domergue, 1995)
- Phisalixella tulearensis (Domergue, 1995)
- Phisalixella variabilis (Boulenger, 1896)